# Града (посёлок)
Града (бел. Града) — упразднённый посёлок в Хойникском районе Гомельской области Беларуси. Входил в состав Стреличевского сельсовета.
В связи с радиационным загрязнением после катастрофы на Чернобыльской АЭС жители переселены в чистые места.

## История
В 1844 году Гряда (Гряды) — деревня одноимённого поместья (входила только деревня Гряды), собственность помещицы Юлии Кулишиной, в Речицком уезде Минской губернии. В своем пользовании жители имели 340 десятин пахоты, 99 десятин сенокосовов; 70 волов 35 коров, 222 овцы, 102 свиньи. В 1870 году деревня и поместье, владение Ежовских, в Юровичской волости того же уезда. В 1880 году в Юровичской волости существовали 2 поместья Гряда: владение Ежовской Юлии Ивановны, 436 десятин земли, и собственность Кулиша Михаила Феликсовича, 506 десятин земли. В 1897 году деревня — работали школа грамоты, сельский хлебозапасный магазин, ветряная мельница, и поместье (строения поместья размещались рядом с деревней). В 1909 году деревня и фольварк (поместье).
При землеустройстве в 1920-е годы был создан посёлок Калинина.
С 8 декабря 1926 года по 10 ноября 1927 года деревня — центр Градского сельсовета Юровичского района Речицкого, с 9 июня 1927 года Мозырского округов (до 26 июля 1930 года), с 8 июля 1931 года в Хойникском районе, с 20 февраля 1938 года в Полесской, с 8 января 1954 года в Гомельской областях.
В 1931 году в деревне открыты ясли, школа, существовал колхоз «Рабочая пчела». В 1959 году в Оревичском сельсовете.

## Население

### Численность
- 2004 год — жителей нет.

### Динамика
- 1844 год — 21 двор, 150 жителей.
- 1870 год — 56 ревизских душ крестьян.
- 1897 год — 34 двора, 208 жителей; поместье — 3 жителя (согласно переписи).
- 1909 год — 40 дворов, 275 жителей; в фольварке (поместье) 12 жителей.
- 1917 год — 63 хозяйства, 314 жителей.
- 1926 год — 84 двора, 390 жителей; в посёлке 22 двора, 106 жителей.
- 1959 год — 209 жителей (согласно переписи).
- 1970 год — 111 жителей.
- 2004 год — жителей нет.